# Parapallene avida
Parapallene avida is een zeespin uit de familie Callipallenidae. De soort behoort tot het geslacht Parapallene. Parapallene avida werd in 1973 voor het eerst wetenschappelijk beschreven door Stock. 